# Jan Urbas
Jan Urbas (ur. 26 stycznia 1989 w Lublanie) – słoweński hokeista, reprezentant Słowenii, dwukrotny olimpijczyk.

## Kariera
- HK Olimpija Lublana U20 (2005-2007)
- Olimpija Lublana (2005-2006)
- Malmö Redhawks U20 (2007-2009)
- Malmö Redhawks (2008-2011)
- Växjö Lakers Hockey (2011-2013)
- EHC Red Bull Monachium (2013-2014)
- EC KAC (2014)
- VIK Västerås HK (2014-2016)
- EC VSV (2016-2017)
- Fischtown Pinguins Bremerhaven (2017-)

Wychowanek klubu Olimpija Lublana. W 2007 przeniósł się do Szwecji i tam rozwijał karierę. Później grał także w Niemczech i Austrii. Od listopada 2014 zawodnik szwedzkiego zespołu VIK Västerås HK. Od lipca 2016 zawodnik austriackiego EC VSV. Od kwietnia 2017 zawodnik Fischtown Pinguins.
Uczestniczył w turniejach mistrzostw świata w 2010 (Dywizja I), 2013 (Elita), 2014 (Dywizja I), 2015 (Elita), 2016 (Dywizja I, kapitan), 2017 (Elita), 2018, 2022 (Dywizja I) oraz zimowych igrzysk olimpijskich 2014, 2018.

## Sukcesy
Reprezentacyjne
- Awans do Elity mistrzostw świata: 2010, 2014, 2016, 2022

Indywidualne
- Mistrzostwa Świata w Hokeju na Lodzie 2010/I Dywizja#Grupa B:
  - Drugie miejsce w klasyfikacji asystentów turnieju: 5 asyst[4]
  - Szóste miejsce w klasyfikacji kanadyjskiej turnieju: 7 punktów[5]
- Mistrzostwa Świata w Hokeju na Lodzie 2014/I Dywizja#Grupa A:
  - Drugie miejsce w klasyfikacji strzelców turnieju: 5 goli[6]
  - Piąte miejsce w klasyfikacji kanadyjskiej turnieju: 7 punktów[7]
  - Pierwsze miejsce w klasyfikacji +/- turnieju: +7[8]
  - Skład gwiazd turnieju[9]
- Mistrzostwa Świata w Hokeju na Lodzie 2016/I Dywizja#Grupa A:
  - Drugie miejsce w klasyfikacji asystentów turnieju: 4 asysty[10]
  - Pierwsze miejsce w klasyfikacji kanadyjskiej turnieju: 6 punktów[11]
  - Skład gwiazd turnieju[12]
  - Najbardziej Wartościowy Zawodnik (MVP) turnieju
- Mistrzostwa Świata w Hokeju na Lodzie 2018/I Dywizja#Grupa A:
  - Czwarte miejsce w klasyfikacji strzelców turnieju: 3 gole[13]
  - Piąte miejsce w klasyfikacji kanadyjskiej turnieju: 6 punktów[14]
  - Najlepszy napastnik turnieju[15]
- Mistrzostwa Świata w Hokeju na Lodzie 2022 (I Dywizja)#Grupa A:
  - Pierwsze miejsce w klasyfikacji asystentów turnieju: 7 asyst[16]
  - Drugie miejsce w klasyfikacji kanadyjskiej turnieju: 7 punktów[17]
  - Trzecie miejsce w klasyfikacji +/- turnieju: +5[18]